# Сеньяль
Сенья́ль, сеньял (окс. senhal, «знак») — посвящение Прекрасной Даме, риторический приём в поэзии трубадуров и (позднейших) поэтов итальянского Треченто, следовавших в русле их традиции. Имя персоны у трубадуров указывается в замаскированной форме в начале заключительной строфы, ритурнеля или рефрена, у поэтов Треченто маскируется в части слова или распределяется между соседними словами.

## Краткая характеристика
Сеньяль у трубадуров обычно представляет метафорическое или аллегорическое имя Прекрасной Дамы, например, Miels de Ben («краше, чем прекрасная») и Bel-Miralh («прекрасное зеркало») у Бертрана де Борна, Loba («волчица») у Пейре Видаля, mon bon Vezi («милый сосед» или «милая соседка») у Гильома Аквитанского, mon Segur («моя защита») у Раймбаута де Вакейраса и др.
В поэзии Треченто женское имя Прекрасной Дамы проговаривается явно (хотя может быть и псевдонимом), как, например, ANNA в мадригалах Якопо Болонского, Пьеро Магистра, Джованни Флорентийского, особенно часто — в мадригалах Паоло Флорентийского, где упоминаются LENA, SANDRA, LISA, MARIA и другие женские имена. «Тайное имя» у итальянских поэтов может быть частью более длинного, чем имя, слова (ANNAmorata), либо распределяется между соседними словами как в стихах «Annamorar me fa» (ANNA) и Così ti fid a' nn amor come'n monico (ANNA) у Джованни Флорентийского), Una donna vi regna ch' è sì bella (т.е. ISABELLA, у Якопо Болонского) и др.